# Ardent Group
Pour les articles homonymes, voir Ardent.
Ardent Group (anciennement Circus Group) est un groupe liégeois présent, grâce à ses deux divisions,  Gaming1 et Ardent Invest, dans les secteurs du loisir (en tant que leader belge des jeux de hasard), du développement informatique, de l’immobilier, de l’affichage LED, de l’énergie, de l’industrie hôtelière et de la bière.

## Histoire

### 1992: Les premiers pas
Ardent Group voit le jour à liège, sous le nom Circus Group. Les loisirs et le divertissement deviennent rapidement le pilier des activités du groupe, avec l’ouverture d’une première salle de jeux Circus à Liège.

### 1998: Les débuts dans l’immobilier
Ardent Group se diversifie et crée Immo Retail, une filiale d’investissement et de développement immobilier, mais aussi un partenaire pour les grandes enseignes de Wallonie et de Bruxelles qui auraient des projets d’expansion.
Pendant ce temps, la marque Circus est en pleine croissance en Wallonie, avec l’ouverture d’une dixième salle de jeux.

### 2002 - 2004: Un leader du divertissement
Sylvain Boniver, Christophe Boniver et Gérard El Allaf fondent ProduWeb, première agence web de Wallonie, et y mènent à bien des projets nationaux et internationaux de grande envergure.
Ardent Group fait l’acquisition du Casino de Namur et du Casino de Spa, se positionnant ainsi en leader du marché dans le secteur des jeux de hasard. Le groupe compose son propre département légal interne afin de s’assurer qu’il répond aux obligations légales du secteur.

### 2011: L’arrivée des activités en ligne
L’intérêt du groupe pour les nouvelles technologies le conduit à créer LEDCOM, société spécialisée dans l’affichage LED.
Fort de son expérience comme exploitant de jeux et développeur technologique, Ardent Group lance, en partenariat avec ProduWeb, la société Gaming1. Celle-ci marque le début des activités en ligne du groupe. La plateforme Circus.be devient très rapidement le premier site de jeux en ligne de Belgique.

### 2014: Croissance internationale
Ardent Group s’étend à l’international et Gaming1 ouvre un bureau à Malte, le hub mondial du iGaming. En plus de huit nouveaux sites de jeux en ligne belges, Gaming1 forme des partenariats en Espagne et ouvre le site Circus.es. D’autres collaborations internationales suivent rapidement.

### 2015: L’ancrage liégeois
Circus Group devient Ardent Group. Le nom revendique les racines liégeoises du groupe, souligne son côté convivial et familial et renforce l’optimisme qui le caractérise.
Ardent Group emploie alors quelque 500 employés et continue sa croissance rapide.

### 2016: À la conquête de la France
Ardent Group poursuit son expansion internationale avec l’acquisition de trois casinos français  (Briançon, Port-Leucate et Carnac) et l’ouverture de nouvelles plateformes de jeux en ligne en Serbie, en Espagne et au Portugal. Il s’ensuit le développement des activités de paris sportifs avec l’ouverture de deux agences et l’installation de bornes de paris dans des librairies.
En parallèle, le Casino de Namur devient le Circus Grand Casino de Namur et entame sa transformation en un prestigieux complexe hôtelier (avec centre de bien-être, salles de conférence, salle de sport et restaurants).
Du côté immobilier, les travaux démarrent dans le quartier des Guillemins pour la construction du Liège Office Center, vaste ensemble de bureaux et d’appartements situé juste en face de la gare de Liège-Guillemins.
2016 est aussi l’année qui a vu naitre les Prix Ardent. Dans le cadre de sa mission pour soutenir la région liégeoise, Ardent Group verse, par cet évènement annuel, des subventions à des associations sans but lucratif locales.

### 2017: Toujours plus loin
L’année 2017 marque l’ouverture de 10 nouvelles salles de jeux Circus en Flandre, une prise de participation dans le casino de Davos en Suisse, l’ouverture du site Zamba.co en Colombie ainsi que la signature d’une transaction avec le groupe de casinos français JOA.

### 2018: Restructuration
Au vu de sa croissance fulgurante, Ardent Group décide de restructurer ses activités et se scinde en deux groupes : Gaming1 et Ardent Invest.
D’une part, Gaming1 rassemble les activités de divertissement liées aux jeux de hasard, telles que les casinos, les salles de jeux, ou encore les sites de jeux en ligne en Belgique et à l’étranger.
D’autre part, Ardent Inverst regroupe tous les autres secteurs : l’immobilier, la bière, l’affichage LED, etc. Ce dernier se présente comme sparring partner pour accompagner les entreprises afin de les aider à se développer et à faire face aux obstacles qu’elles pourraient rencontrer.

### 2019: Essor en France
Gaming1 poursuit son expansion en France avec l’ouverture du Circus Club Paris et la reprise du casino d’Allevard. Côté online, le site de casino en ligne joa-online.fr, qui deviendra par la suite joabet.fr, est lancé.
Tandis qu’Ardent Invest ajoute l’hôtel Ibis Styles Liège Guillemins à son portefeuille d’investissements pour créer un hôtel inspiré de l’univers des bandes-dessinées belges.

### 2020: De nouvelles acquisitions
Gaming1 achète le casino de Vals-les-Bains en France, ainsi qu’une prise de participation majoritaire dans le capital de la Société Française de Casinos et ses quatre casinos.
Malgré la crise sanitaire, Ardent Group continue sa croissance, et recrute de nombreux nouveaux collaborateurs dans ses deux divisions. Avec la pandémie de COVID-19 le groupe décide de reporter les Prix Ardent et de reverser l’argent à diverses organisations durement impactées par la crise.

### 2021: Atterrissage aux États-Unis
Le Liège Office Center est terminé et prêt à accueillir, entre autres, les bureaux d’Ardent Group et de ses deux entités, ainsi que l’hôtel Ibis Styles exploité par Ardent Invest.
Gaming1 débarque également sur le marché américain avec Betly.com. Le groupe conclut une joint venture avec l’entreprise Delaware North, active dans l’industrie hôtelière, pour fonder Gamewise et proposer sa plateforme de jeux de casinos et de paris sportifs à des exploitants américains.

## Organisation
Ardent Group se compose de deux entités, Gaming1 et Ardent Invest, actives dans différents secteurs. Le groupe a procédé à cette restructuration en 2018 en raison de sa croissance fulgurante.

### Gaming1
Gaming1 est leader sur le marché belge des jeux de hasard, et propose une offre de jeux de casinos, de paris sportifs et de poker à la fois terrestre et en ligne. Le groupe a mis au point sa propre plateforme technologique qui permet à ses partenaires locaux et internationaux de développer leur présence en ligne dans le secteur réglementé du casino et des paris sportifs. Le siège social de Gaming1 est situé à Liège et son chiffre d’affaires était de près de 250 millions d’euros en 2019. Les cinq valeurs revendiquées par l'entreprise comme formant les piliers de la culture d’entreprise sont l’esprit d’équipe, l’audace, la performance, le plaisir et l’intégrité.
À travers ses marques et celles de ses partenaires Gaming1 est présent dans plusieurs pays, dont la Belgique, la France, la Suisse, l’Espagne, le Portugal, la Serbie, la Colombie et le Pérou. Le groupe gère également plusieurs établissements terrestres, dont 12 casinos en France et en Belgique, dont le Casino de Namur et le Casino de Spa, un club de poker en France et près de 30 salles de jeux en Belgique. Gaming1 possède aussi plusieurs sites de jeux en ligne à l’étranger.
Circus, la marque phare de Gaming1, a lancé son site de jeux et paris sportifs en ligne le 1er août 2011, et est aujourd’hui leader en Belgique. La marque Circus possède elle aussi plusieurs établissements terrestres comme des salles de jeux, de bowling, de football en salle, ainsi que le Circus Grand Casino de Namur. Gaming1 travaille côte à côte avec plusieurs autres marques belges de casinos en ligne telles que 777, Pokerstars, Carousel, Blitz, Casino333, Casino Belgium, Family Game Online, Golden Vegas, Lucky Games, MagicWins et Panaché.

### Ardent Invest
Ardent Invest est un sparring partner qui travaille en tandem avec des entreprises et leur propose des solutions sur-mesure pour les aider à relever leurs défis et stimuler leur croissance. La société investit dans divers secteurs dont l’industrie hôtelière, l’immobilier, l’affichage LED, l’énergie et la bière. Parmi les partenariats notables du groupe, on retrouve Ardent Real Estate, Ibis Styles, Ledcom, Media Players, Tripick et We Invest.

## Culture d'entreprise
Ardent Group est avant tout un groupe familial qui n’a cessé de se développer depuis sa création. Il reste toutefois fidèle à ses racines, à l’esprit familial et, à son ancrage liégeois, malgré son expansion internationale. Il se repose sur quatre valeurs clés pour le guider dans ses missions : solidité, proximité, loyauté et curiosité. Le groupe se présente avec un optimisme infaillible, qu’il s’emploie à appliquer à chaque projet.

### Jeu responsable
Ardent Group est un membre fondateur de BAGO (Belgian Association of Gaming Operators), une association des cinq plus grandes organisations dans le secteur des jeux de hasard.  Ces cinq organisations représentent à elles seules 70% du marché physique et en ligne des jeux de hasard. À travers BAGO, Ardent Group devient un acteur important du jeu responsable et de la lutte pour la protection des joueurs face aux dangers de la dépendance et des sites illégaux. Le groupe participe par ailleurs à plusieurs études menées par des universités, visant à offrir aux joueurs une expérience de jeu attractive et sûre.
Cette lutte est menée quotidiennement par Gaming1, qui forme tous ses collaborateurs au jeu responsable et met en place des outils de prévention et de protection pour que les joueurs puissent jouer de manière responsable. La société utilise des techniques de pointe pour identifier les comportements de jeux problématiques, démontrant par là son « engagement inébranlable envers la protection des joueurs ».

### Prix Ardent
Ardent Group a pour mission de soutenir des projets locaux sociaux, ce qui l’a amené à créer les Prix Ardent, dont la première édition s’est tenue en 2016. L’objectif : venir en aide à des a.s.b.l liégeoises qui s’attèlent à des problèmes sociétaux. Les 5 axes principaux étant le handicap, l’enfance, la famille, le bien-être et l’intégration. En 2020, la 5e édition a vu s’ajouter une nouvelle catégorie destinée à récompenser une commune qui souhaite mettre en œuvre un projet digital pour ses habitants.
Après un long processus de sélection, un jury de spécialistes choisit une association par catégorie. Celles-ci reçoivent un chèque de 10 000 € chacune pour réaliser un projet qui leur tient à cœur. En 2020, 25 000 € ont été versés à la commune choisie pour mettre en place un projet digital pour ses habitants. Par ailleurs, un prix de 1 250 € est attribué à toutes les associations nommées qui n’ont pas remporté leur catégorie.
En 2020, la cérémonie des Prix Ardent a été reportée en raison de la pandémie et Ardent Group a décidé de reverser le budget de 80 000 € à des secteurs touchés par la crise. 30 000 € ont été offerts au CPAS de Liège pour les banques alimentaires. 10 000 € supplémentaires ont été donnés à la Centrale de Services à Domicile de Solidaris, pour aider à financer de l’équipement médical afin de pouvoir combattre le virus plus efficacement. Enfin, 20 000 € ont été attribués à la Fédération Wallonie-Bruxelles pour le projet « École Numérique 2020 ». Ce projet lancé par Digital Wallonia a pour but de fournir du matériel numérique aux écoles pour former les dirigeants de demain et aider les élèves dans le besoin, même à distance.

### Contribution au redéploiement socio-économique de la Wallonie
Le groupe est fier de ses racines liégeoises et participe activement au redéploiement socio-économique de la région. Ardent Group a d’ailleurs choisi d’implanter ses bureaux à Liège. Grâce à ses activités immobilières et technologiques, il vise à créer de l’emploi et des opportunités en Wallonie. Fort de son expérience et de son savoir-faire, Ardent Invest soutient les entreprises, tandis que Gaming1 a pour but de créer un centre de compétences technologiques ancré à Liège.

## Liens utiles
- Site web Ardent Group
- Site web Gaming1
- Site web Ardent Invest